# Terga
Terga, renommé Turgot à l'époque de la colonisation française, est une commune de la wilaya d'Aïn Témouchent en Algérie.

## Géographie

### Situation
|                  | Ouled Boudjemaa  |          |
| Mer Méditerranée | Terga            | El Malah |
| Ouled Kihal      | Chaabat El Leham |          |

## Toponymie
La mot Terga est une francisation du nom berbère Targa (ⵜⴰⵔⴳⴰ) qui signifie : canal, fossé d’irrigation.